# مسجد پل سنگی
مسجد پل سنگی مربوط به دوران تاریخی پس از اسلام - دوره قاجار است و در تبریز، چایکنار، روبروی پل سنگی واقع شده و این اثر در تاریخ ۱۶ شهریور ۱۳۸۳ با شمارهٔ ثبت ۱۱۰۶۹ به‌عنوان یکی از آثار ملی ایران به ثبت رسیده است.